# حبیب دیارا
حبیب دیارا (انگلیسی: Habib Diarra؛ زادهٔ ۳ ژانویهٔ ۲۰۰۴) بازیکن فوتبال است.
وی همچنین در تیم‌های ملی فوتبال France national under-16 football team و زیر ۱۸ سال فرانسه بازی کرده‌است.